# Mont des Arts
 (avril 2017).
Si vous disposez d'ouvrages ou d'articles de référence ou si vous connaissez des sites web de qualité traitant du thème abordé ici, merci de compléter l'article en donnant les références utiles à sa vérifiabilité et en les liant à la section « Notes et références ».
Le Mont des Arts (en néerlandais : Kunstberg) est un ensemble urbain à Bruxelles. Il regroupe la Bibliothèque royale de Belgique, les Archives générales du Royaume, le Square - Brussels Meeting Centre et un jardin créé par l'architecte paysagiste René Pechère. Le Mont des Arts est situé entre le quartier royal dans sa partie haute et le quartier du centre en contrebas.

## Histoire
La genèse du Mont des Arts fut un casse-tête urbanistique, qui vit se succéder des centaines de projets chaque fois avortés où étaient inextricablement liés le problème de l'extension des institutions culturelles — Musées et Bibliothèque — situées aux abords de la place Royale et le problème de la liaison entre le quartier royal et le bas de la ville.

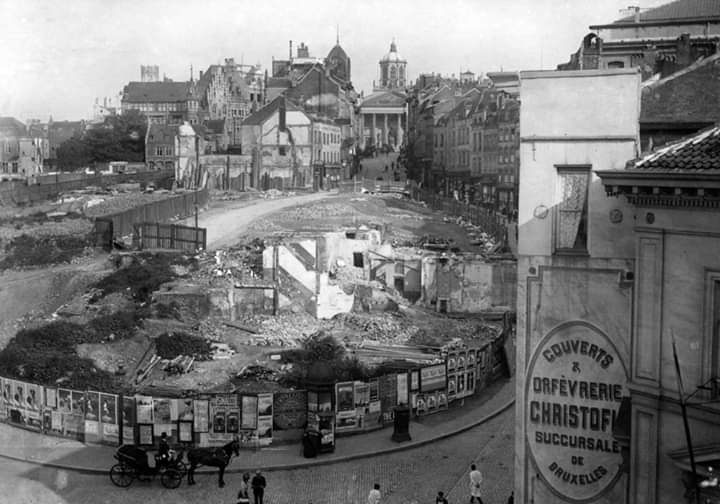
La destruction du quartier Saint-Roch en 1897-98 pour faire place au Mont des Arts.

Au milieu du XIXe siècle, la rue Montagne de la Cour, qui partait de la place Royale, plongeait par une pente de plus de 10° vers le centre de la ville. Cette pente était de surcroît bordée par les maisons du populeux quartier Saint-Roch, dont la  principale artère était la rue des Trois têtes. Parmi les nombreux plans avortés destinés à améliorer la circulation figure en bonne place celui d'Henri Beyaert, qui souhaitait percer deux rues en V, de part et d'autre de la Montagne de la Cour. Ce plan, qui ne fit jamais l'objet d'une étude de faisabilité sérieuse et aurait entraîné entre autres la destruction du palais de Charles de Lorraine, fut rejeté par le gouvernement et abandonné en 1875. En 1881, le projet de l'architecte Henri Maquet constitue une nouvelle approche du problème, à savoir la création d'une rue courbe — l'esquisse de la future rue Ravenstein —, dont la large courbe épouse le flanc de la colline par une pente plus douce. L'idée était acquise, mais, face aux atermoiements de la ville de Bruxelles, le projet tarda à se concrétiser. Dans la perspective de la création d'une jonction ferroviaire Nord-Midi, le tracé de cette artère dépendait également du choix de l'emplacement d'une future gare centrale.
À la même époque se posait un autre problème épineux. Les institutions culturelles (Musées, Bibliothèque, Archives), installées de l'autre côté de la Montagne de la Cour, étaient à l'étroit et réclamaient une extension de leurs locaux. Le premier musée du quartier fut installé par Napoléon dans l'ancien palais de Charles de Lorraine en 1801. La Bibliothèque royale, créée en 1837, occupa progressivement une partie des bâtiments. La construction entre 1875 et 1880 d'un palais des Beaux-arts rue de la Régence, où l'on transféra les collections d'art ancien en 1887, ne constitua qu'un palliatif. En outre, la proximité des immeubles de la rue Montagne de la Cour pouvait faire craindre un risque d'incendie qui se propagerait aux collections. L'architecte du roi Léopold II, Alphonse Balat, ébaucha un projet prestigieux de complexe culturel, qui fut repris après sa mort par ce même Henri Maquet qui avait conçu la rue courbe. L'idée enthousiasmait le roi, qui y voyait un pendant du palais de Justice et de l'Hôtel de Ville.
Entre-temps le bourgmestre de Bruxelles, Charles Buls, avait élaboré un plan d'assainissement modeste du quartier Saint-Roch. Ses conceptions en matière urbanistique et esthétique étaient totalement opposées à celles de Léopold II. Le bourgmestre souhaitait préserver autant que possible les quartiers anciens, tandis que le roi caressait des projets grandioses pour sa capitale. Par ailleurs Buls souhaitait maintenir les finances communales en équilibre. Le plan de Buls contrariait Léopold II, qui écrivit :
« Le bourgmestre de Bruxelles veut, soi-disant, assainir le quartier derrière la Montagne de la Cour. Cela empêcherait à tout jamais l'adoption d'un projet rationnel pour l'amélioration de cette dernière. Je n'ai pas caché, certes, à M. Buls combien j'étais formellement opposé à son idée, ni que j'userai de tous les moyens pour la faire échouer. »

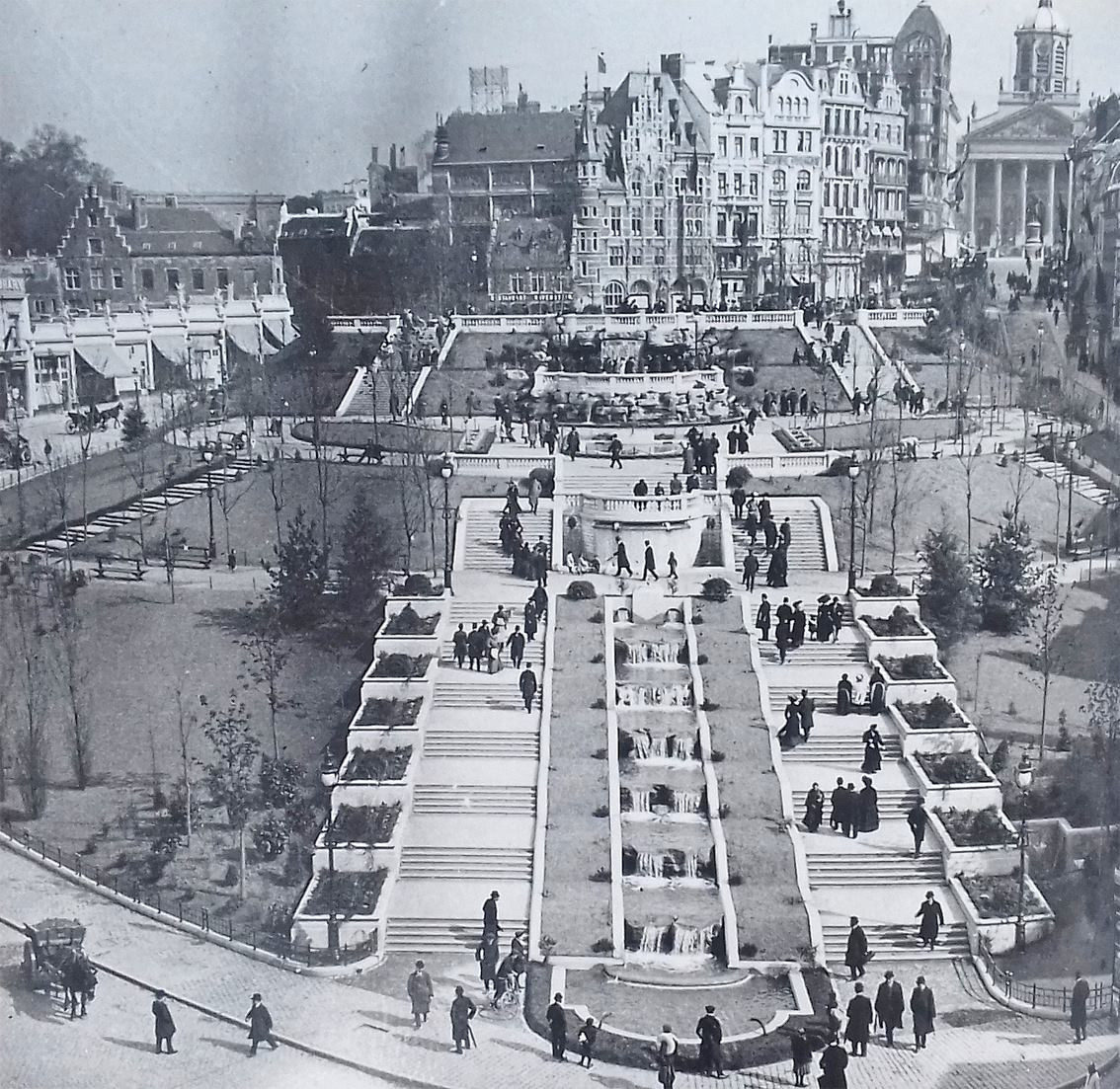
Le Mont des Arts vers 1910.

Le roi, qui ne manquait pas de suite dans les idées, suggéra au gouvernement de dégager un subside pour redresser la Montagne de la Cour, en posant comme condition que l'on exécuterait le plan de rue courbe de Maquet. Très isolé, Buls ne fut pas suivi par le conseil communal qui vota le projet le 19 novembre 1894. Ulcéré, Buls démissionna. En 1897-1898, on démolit le quartier Saint-Roch. Maquet élabora en 1902-1908 le projet définitif qui prit alors le nom de « Mont des Arts ». En 1908, le projet fut contre toute attente rejeté par la Chambre et le Sénat. À l'approche de l'Exposition Universelle de 1910, l'existence de ce immense terrain vague au cœur de Bruxelles était intolérable. Sous l'impulsion de Léopold II, une solution «provisoire» fut adoptée: un jardin avec cascade d'eau et gradins conçu par l'architecte paysagiste français Jules Vacherot, jardinier principal de la ville de Paris. Un «provisoire» qui dura tellement longtemps que les Bruxellois s'y attachèrent et déplorèrent sa démolition quarante-cinq ans plus tard.
À la mort du Roi Albert Ier, l'idée germa d'ériger un mémorial au Roi chevalier. Un fonds « Bibliothèque royale Albert Ier » fut constitué et un premier concours d'idées lancé en 1937. Ce concours fut remporté par les architectes Jules Ghobert et Eduard Van Steenbergen, mais leur projet ne fut pas mis en application, car trop coûteux. Un nouveau concours, visant à implanter la Bibliothèque Royale à l'emplacement des serres du Jardin botanique fut remporté par Maurice Houyoux. Comme l'emplacement faisait débat, on en revint en 1939 au site du Mont des Arts et le projet fut confié conjointement à Houyoux et Ghobert, Van Steenbergen ayant renoncé. En 1951, on inaugura la statue équestre du roi Albert Ier. À partir de 1954, Houyoux dirigea la construction de la Bibliothèque royale, tandis que Ghobert entreprenait la construction du Palais des Congrès en 1955. Après la mort de Houyoux en 1960, Roland Delers et Jacques Bellemans prirent sa relève. La construction de la Bibliothèque entraîna la disparition complète de l'ancien palais d'Orange-Nassau, à l'exception de la chapelle Saint-Georges. Face à une vague de protestations, il fut décidé en 1961-1962 de l'intégrer dans le complexe de la Bibliothèque. L'inauguration eut lieu en 1969.
Comme le Palais des congrès vieillissait, il fut décidé de le rénover et de l'agrandir. En 2009, le Centre de congrès Square voit le jour. Accessible par le parc de l'Albertine, il offre une surface de 13 000 m2.

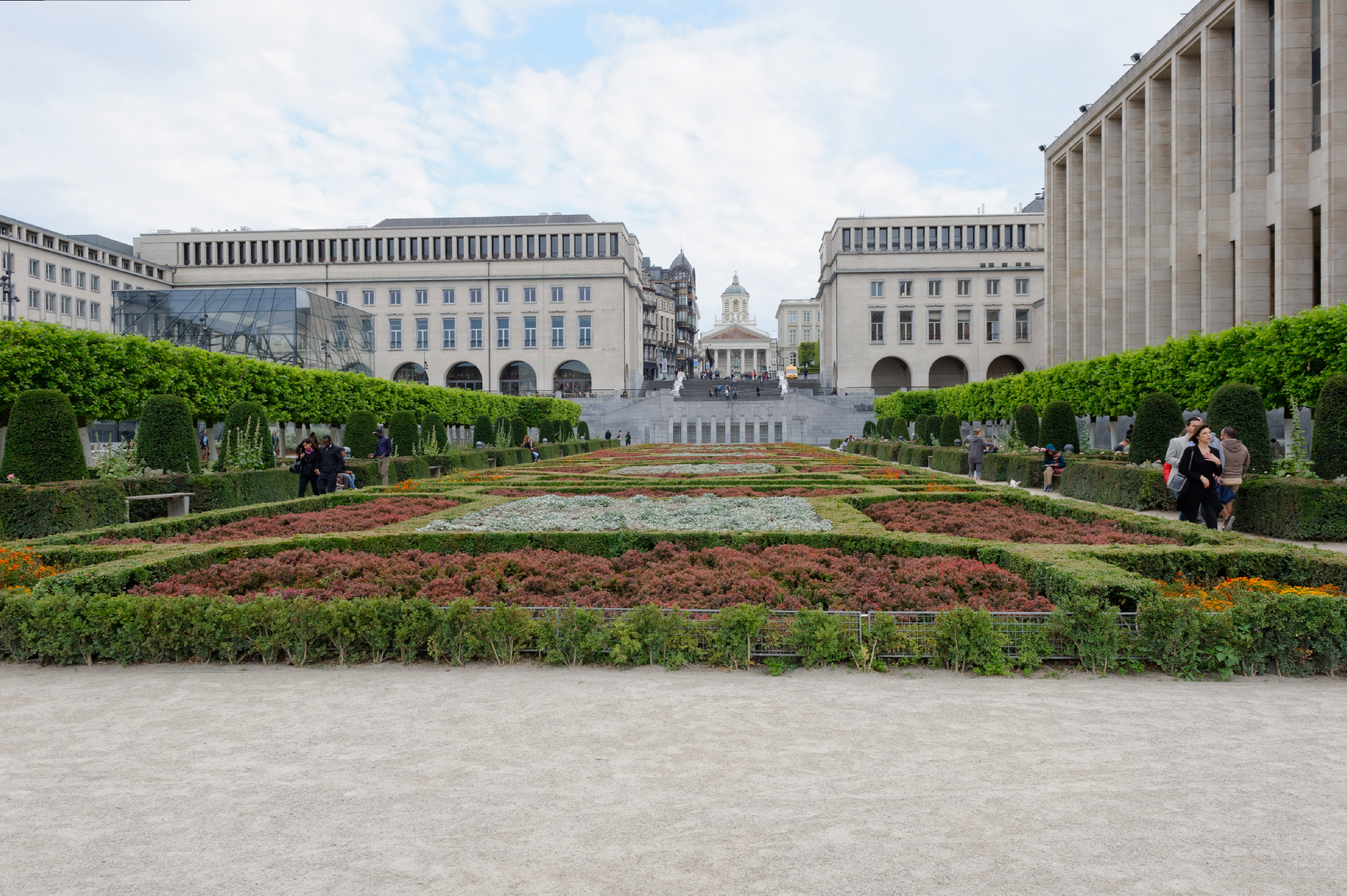
Bruxelles centre vue du Mont des Arts

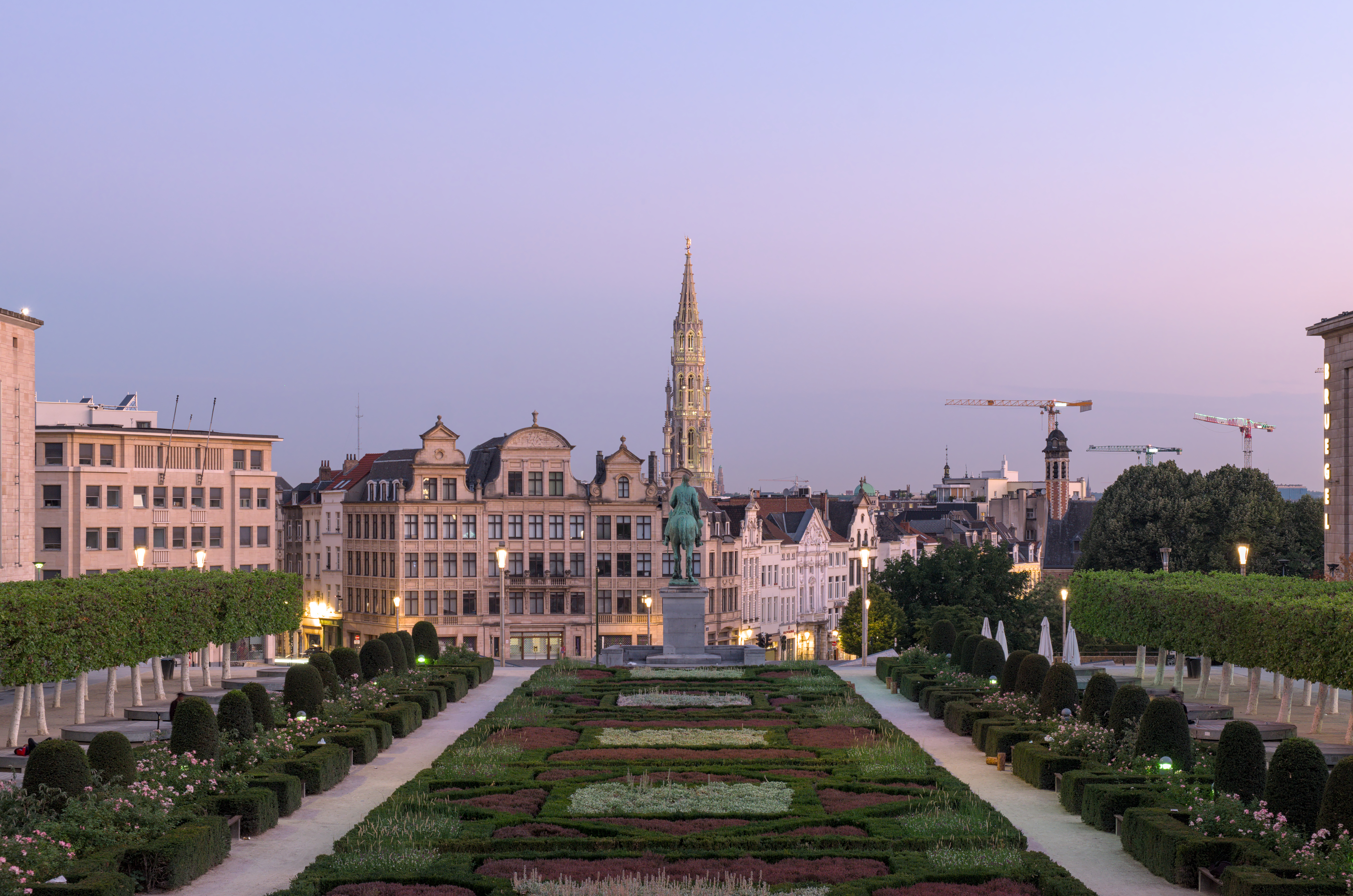
Le Mont des arts au crépuscule

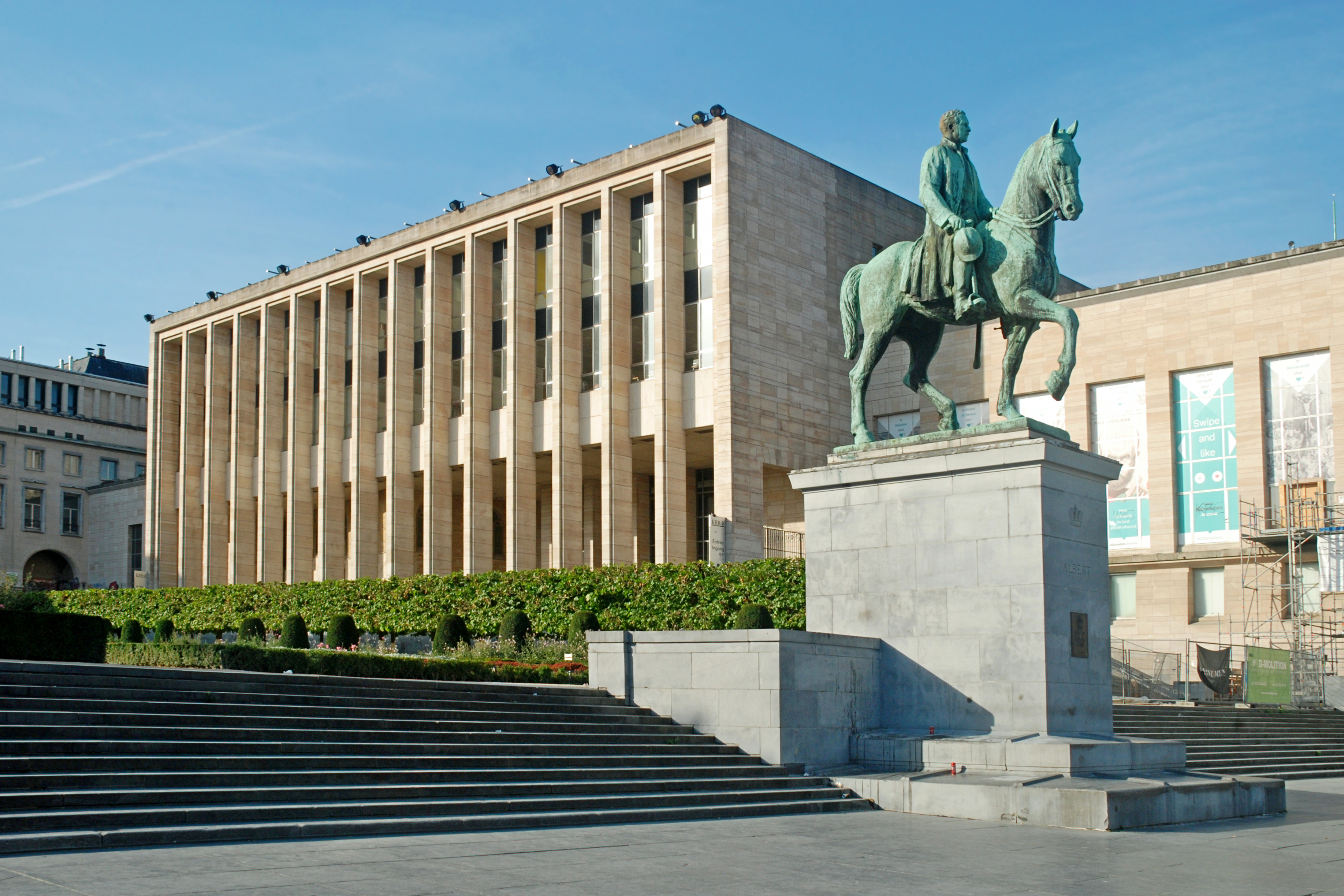
Statue équestre du roi Albert Ier devant la Bibliothèque royale de Belgique, par Alfred Courtens (1951).

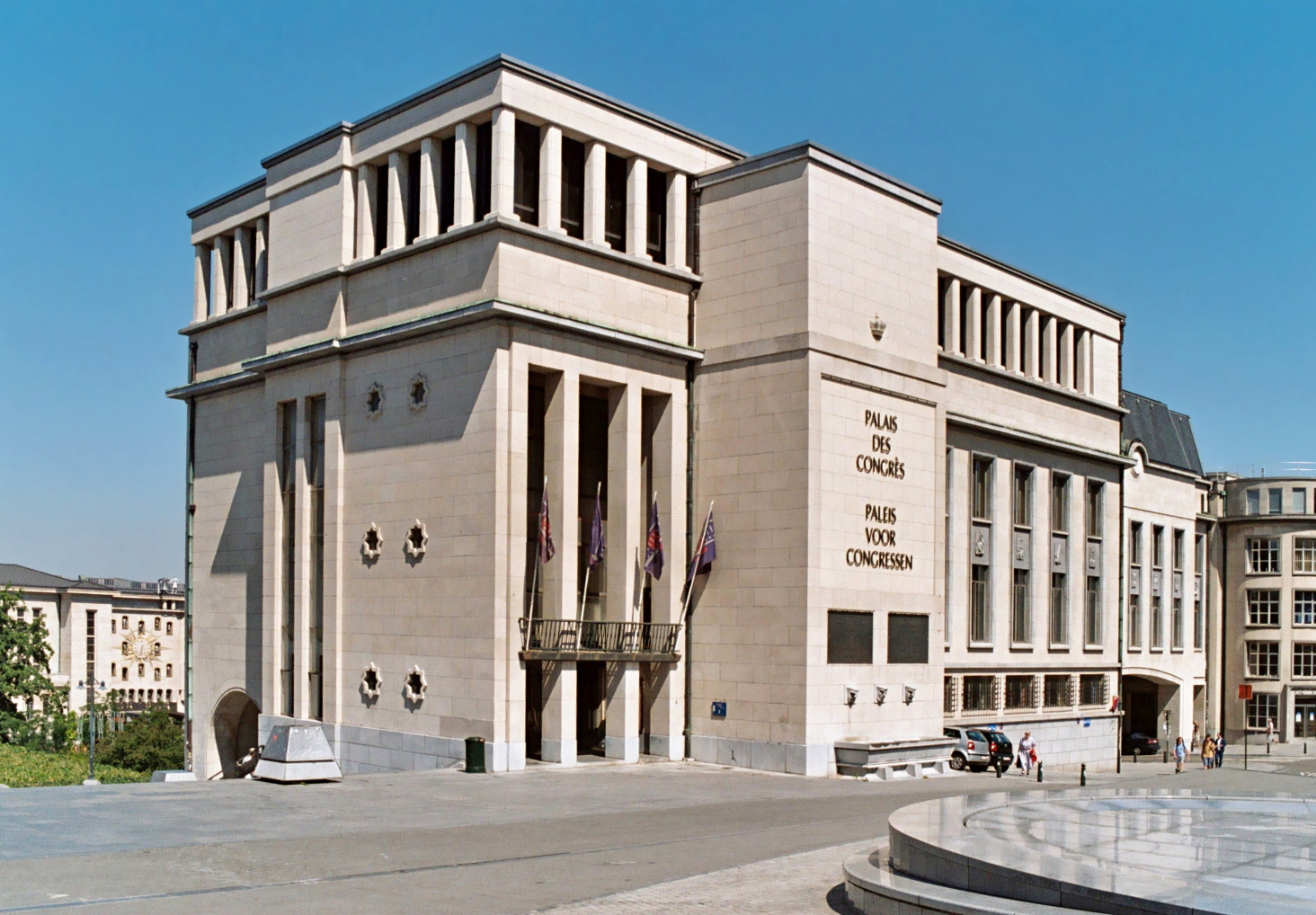
Le Palais des Congrès (1955).

### Cinéma
En 1982 Samy Szlingerbaum a réalisé Les Marches du palais, un documentaire de 26 minutes sur les destructions urbanistiques du centre de Bruxelles dans le contexte de l'aménagement du Mont des Arts et des travaux de la Jonction Nord-Midi.

### Musique
Lieu où des groupes de personnes adeptes de musique punk, Hard rock et autres, se retrouvent pour des rassemblements et/ou soirées.[réf. nécessaire]

### Usage du skateboard

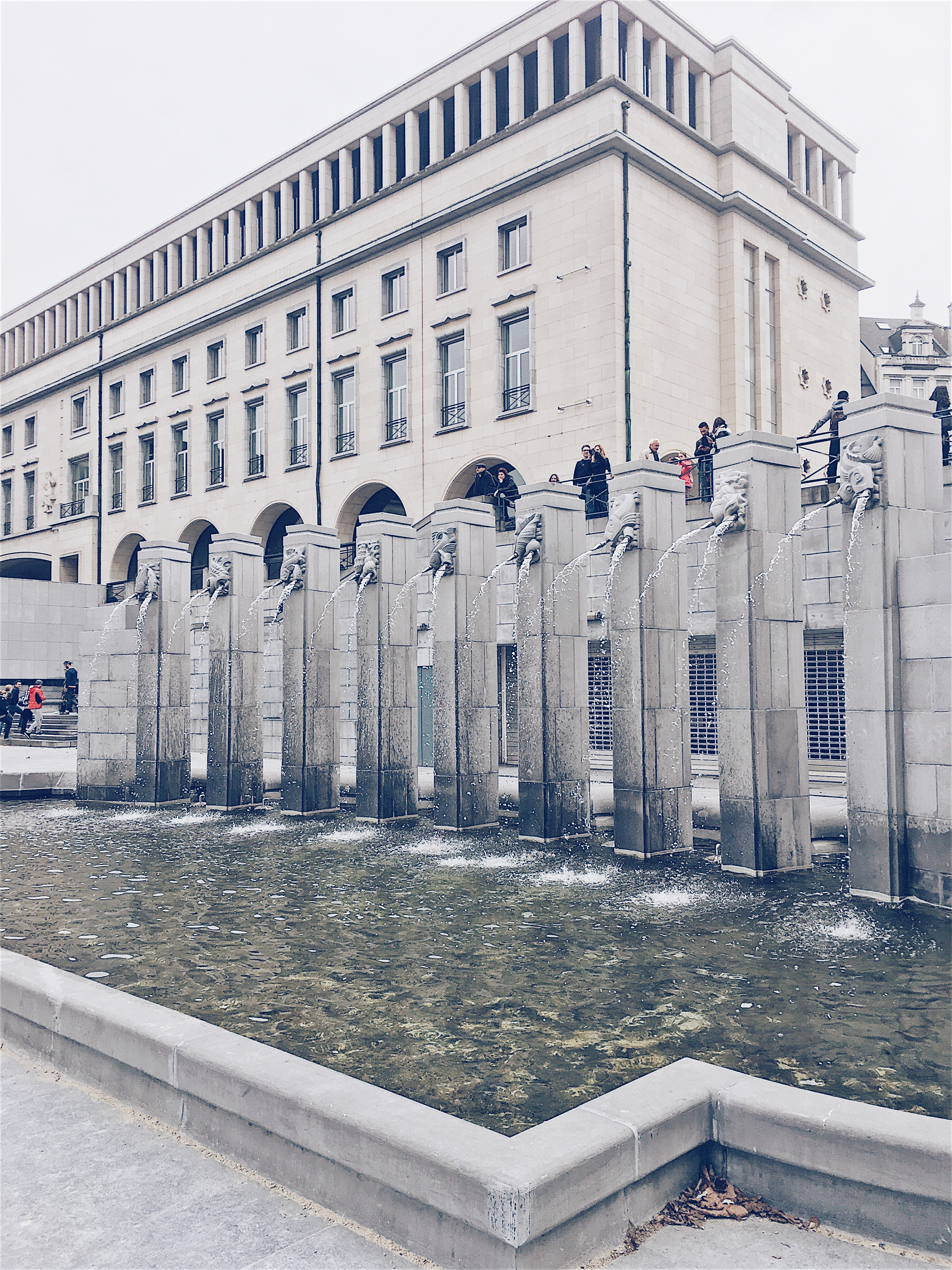
Vue sur les fontaines

La présence de skateboarders au Mont des Arts remonte aux années 1980. En 1989, comme le vacarme des planches troublait la tranquillité des lecteurs de la Bibliothèque royale voisine, le conservateur s'en plaignit auprès du ministre de l'Intérieur : « Les adeptes du skateboard, outre qu'ils troublent la tranquillité des lecteurs, constituent un véritable danger pour les promeneurs du parc ». En 2000, une polémique éclata au sujet de cette pratique et de l'attitude des autorités communales. Le président du PS, Elio Di Rupo, dans un communiqué intitulé Harcèlement de la culture jeune à Bruxelles-Ville taxa le bourgmestre de la Ville de l'époque d'« anti-jeunes », à la suite d'une intervention policière. Le site du Mont des Arts n'étant pas vraiment adapté à cette pratique, la Ville de Bruxelles a essayé de pallier le problème en construisant un « skate park » aux Ursulines.[réf. nécessaire]

### Accès
| ___ | Ce site est desservi par la station de métro : Gare Centrale. |